# Спатареаса (Вранча)
Спатареаса (рум. Spătăreasa) насеље је у Румунији у округу Вранча у општини Чорашти. Oпштина се налази на надморској висини од 42 m.

## Становништво
Према подацима из 2002. године у насељу је живело 294 становника, од којих су сви румунске националности.